# Mötet i Stockholm 1457
Mötet i Stockholm 1457 var en sammankomst som hölls i Stockholm för att diskutera och besluta om Sveriges angelägenheter. Det inleddes den 23 juni 1457 och avslutades den 29 juni 1457.
I början av 1457 startades ett uppror lett av ärkebiskop Jöns Bengtsson (Oxenstierna) och i februari flydde Karl Knutsson (Bonde) till Danzig, värefter Jöns Bengtsson och Erik Axelsson utsågs till riksföreståndare. Kung Kristian seglade till Stockholm och inkallade till ett möte i Stockholm 23 juni där troligtvis även de ofrälse stånden var inkallade. På midsommarafton valdes så Kristian I till svensk kung och kröntes den 29 juni i Uppsala domkyrka.